# Nicolas-Étienne Framery
Nicolas-Étienne Framery (Rouen, 25 marzo 1745 – Parigi, 1810) è stato un compositore, poeta e scrittore francese.

## Biografia
Si interessò al teatro italiano e già nel 1763 realizzò un'opera teatrale la cui rappresentazione fu però interdetta dalla polizia.
Vinse il concorso istituito da Luigi XVI per i drammi lirici.
Tra i suoi incarichi, possiamo annoverare quello di sovraintendente musicale del duca di Artois.
Nel 1776, intervenne con uno scritto intitolato Lettre à l'auteur du Mercure, con il quale si schierò contro i sostenitori di Gluck.
Nel 1783, una delle sue prime opere, La sorcière par hasard ottenne un certo successo.
Realizzò, nel biennio 1788-1789 un Calendrier Musicale; partecipò alla stesura della Encyclopédie méthodique, intorno agli anni 1791 e 1792, assieme ad Ginguené e Feyton.
Costantemente interessato al progresso dell'arte musicale, dedicò gran parte dei suoi studi a tal proposito e concretizzò le sue ricerche con i trattati intitolati : Mémoire sur le Conservatoire de musique et l'école de chant, Avis aux Poètes lyriques, ou De la nécessité du rythme et de la césure dans les odes ou les hymnes destinés à la musique. 
I suoi saggi più importanti riguardarono Franz Joseph Haydn, Domenico Della-Maria, il Conservatorio di Parigi; tra gli altri titoli, annoveriamo Le musicien pratique, Analyse des rapports qui existent entre la musique et la déclamation, Les deux comtesses : opéra-bouffon, imité de l'Italien et parodié sur la musique du célèbre signor Paisiello, Jérusalem délivrée.

## Opere
- Airs détachés de L’Olympiade, ou, Le triomphe de l'amitié, dramma eroico rappresentato alla Comédie Italienne nell'ottobre 1777, Parigi, 1777;
- Ariettes détachées de Nanette et Lucas ou La Païsanne curieuse, commedia in un atto con accompagnamento basso o clavicembalo rappresentato alla Comédie Italienne, Parigi, 1765;
- Avis aux poëtes lyriques, ou De la nécessité du rythme et de la césure dans les hymnes ou odes destinés à la musique, Parigi, 1796;
- Calendrier musical universel, contenant l’indication des cérémonies d’église en musique les découvertes et les anecdotes de l’année... la notice des pièces en musique représentées... &c. &c. &c. Pour l’année 1788, Parigi, 1788;
- De l’organisation des spectacles de Paris, ou essai sur leur forme actuelle; sur les moyens de l’améliorer, Parigi, 1790;
- Discours qui a remporté le prix de musique et déclamation proposé par la Classe de littérature et beaux-arts de l'institut national de France, et décerné dans sa séance du 15 nivôse, an X, sur cette question : Analyser les rapports qui existent entre la musique et la déclamation ; – déterminer les moyens d'appliquer la déclamation à la musique, sans nuire à la mélodie, Parigi, 1802;
- Diverses lettres de Gluck, Parigi, 1772-1776;
- Encyclopédie méthodique. Musique, Parigi, 1791-1818;
- Jérusalem délivrée, Parigi, 1824;
- L’enfer, poema di Dante, Parigi, 1785;
- L’Indienne, commedia in un atto misto a ariette, rappresentato per la prima volta dai comuni Comici italiani del Re, mercoledì 31 ottobre 1770, Parigi, 1771;
- L’infante de Zamora, commedia in tre atti, mescolata con ariette, parodiata sulla musica di Frascatana, Parigi, 1783;
- L’Olympiade, ou Le triomphe de l’Amitié, dramma eroico in musica in tre atti e in versi, Parigi, 1777;
- La Colonie, opera buffa in due atti, imitata dall'italiano, parodia sulla musica di Sacchini, Parigi, 1775;
- La sorcière par hasard, opera buffa in versi musicata, Parigi, 1783;
- L'ariette du jour : Le triomphe de l'amitié, 1700;
- Le Barbier de Séville, opera in quattro atti, Parigi, 1784;
- Le Miroir magique, opera-comica in un atto, Parigi, 1753;
- Les deux comtesses, opera-buffa, Parigi, 1781;
- Les Trois nations : contes nationaux, Parigi, 1768;
- L'Infante de Zamora, opera-comica in tre atti, Parigi, 1780;
- L'Olympiade, ou Le triomphe de l'amitié, dramma eroico in tre atti, Parigi, 1777 ;
- Mémoires de M. le marquis de S. Forlaix : recueillis dans les lettres de sa famille, Parigi, 1770;
- Musique, Parigi, 1791;
- Nicaise, opera-comica, Parigi, 1768;
- Renaud, tragedia lirica in tre atti, Parigi, 1781;
- Roland furieux, poème héroïque de l’Arioste, Parigi, 1787;